# Kättargaffel

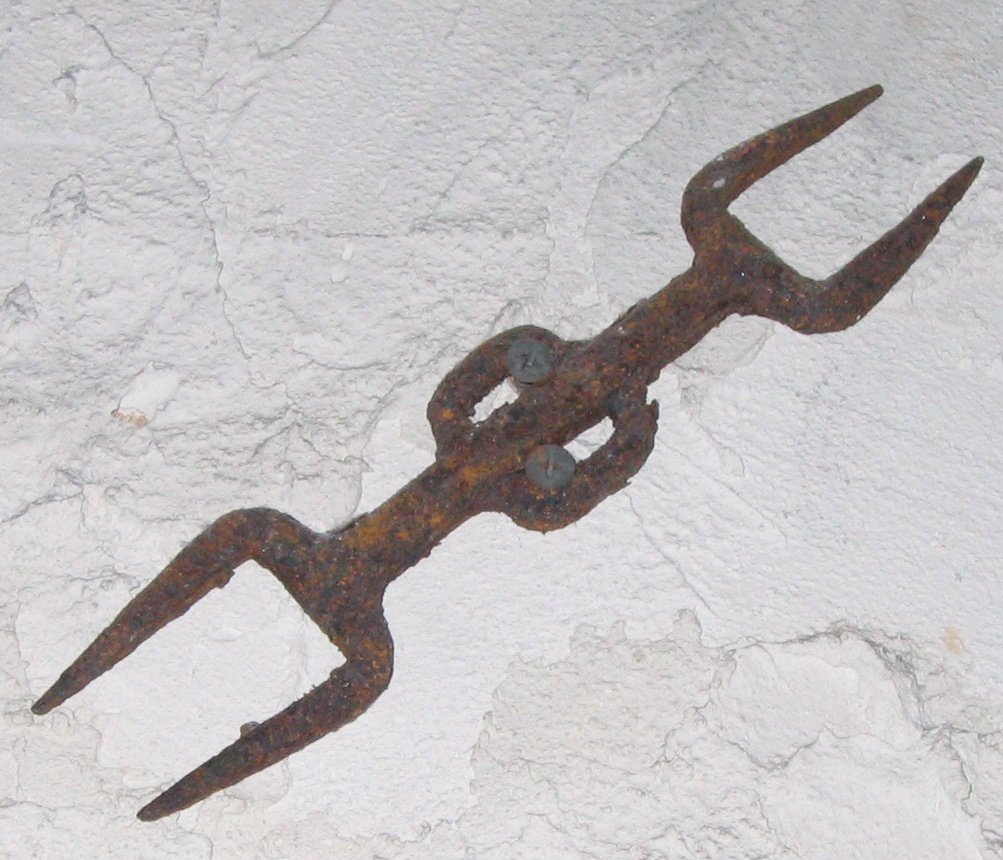
Kättargaffel utan remmen

Kättargaffel är ett tortyrinstrument som hindrar offret att sova. Den består av en liten järnstång med två mycket spetsiga gaffeltänder i vardera änden. Den ena änden placeras under hakan och den andra mot bröstet eller nyckelbenet och hålls sedan fast med en rem bakom nacken. Personen hängs eller hålls uppe stående. Då sömn infaller och huvudet faller framåt borrar sig gafflarna in i offret.